# Le Luxe
Le Luxe kan avse två målningar av den franske konstnären Henri Matisse. Den ena dateras till 1907 och är utställd på Centre Georges-Pompidou i Paris och den andra till 1907–1908 och ingår i samlingarna på Statens Museum for Kunst i Köpenhamn.
Matisse slog igenom på höstsalongen 1905 där han och några likasinnade konstnärer benämndes Les fauves, ”vilddjuren”, ett namn som anspelade på målningarnas våldsamma färgeffekter och de djärva förenklingarna. Han var influerad av impressionisternas ljusa palett, Paul Gauguins enhetliga färgfält och Paul Cézannes stabila bilduppbyggnad. 
Le Luxe I utfördes i Collioure vid franska medelhavskusten, ställdes ut på höstsalongen 1907 och förvärvades av franska staten 1945. Le Luxe II utfördes efter höstsalongen, ställdes 1913 ut på Armory Show i New York och förvärvades 1928 av Statens Museum for Kunst. Målningar har nästan exakt samma dimensioner och skildrar tre nakna kvinnor vid en strand. Den första versionen är något skissartad, medan den andra är mer avskalad och har starkt lysande färger som avgränsas av konturlinjer. 
Matisse återkom till motivet i Den rosa ateljén och Den röda ateljén (båda 1911) som avbildar hans då nya ateljé i Issy-les-Moulineaux vars väggar pryddes av egna målningar som fortfarande var i hans ägo, däribland Le Luxe II.

## Bildgalleri

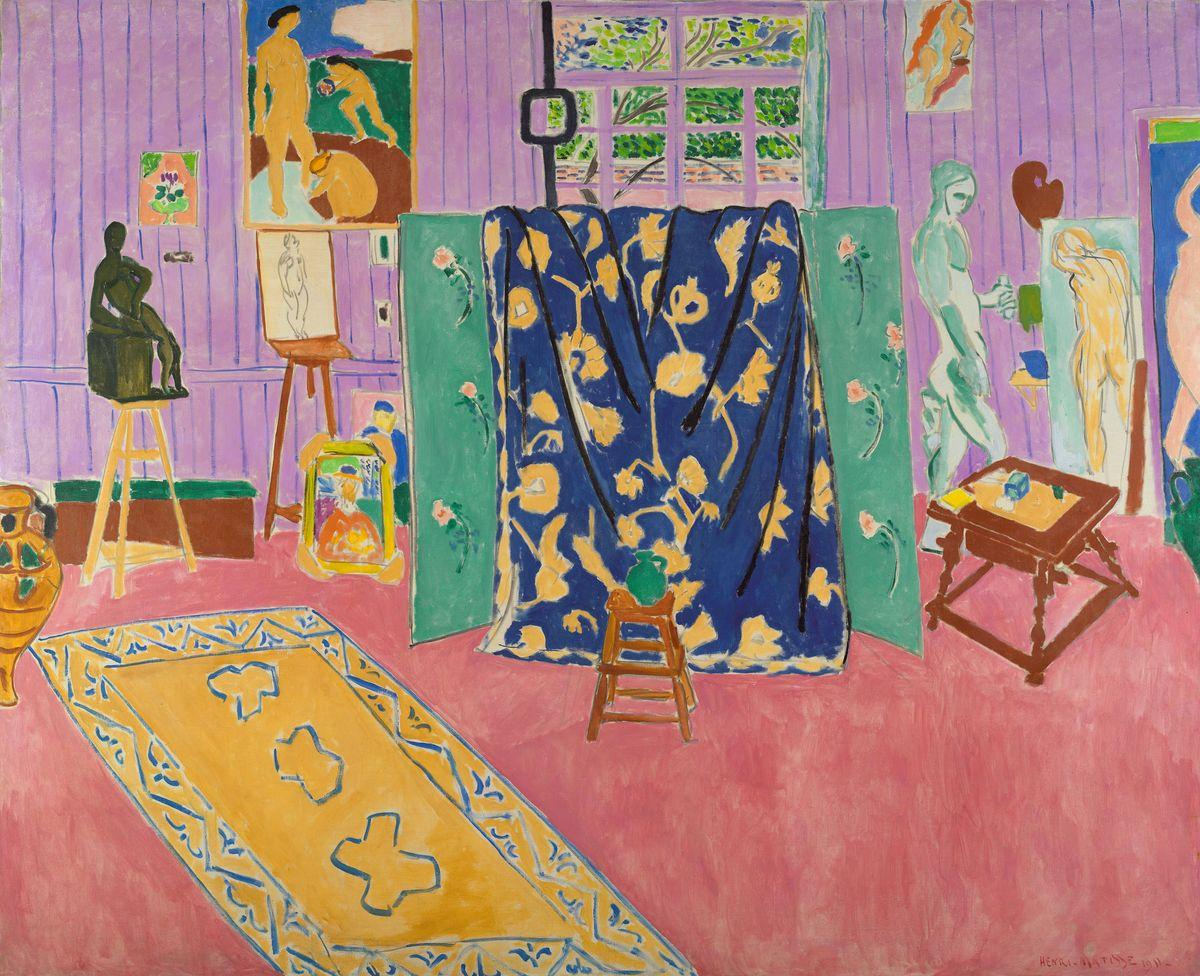
Den rosa ateljén (1911), Pusjkinmuseet.
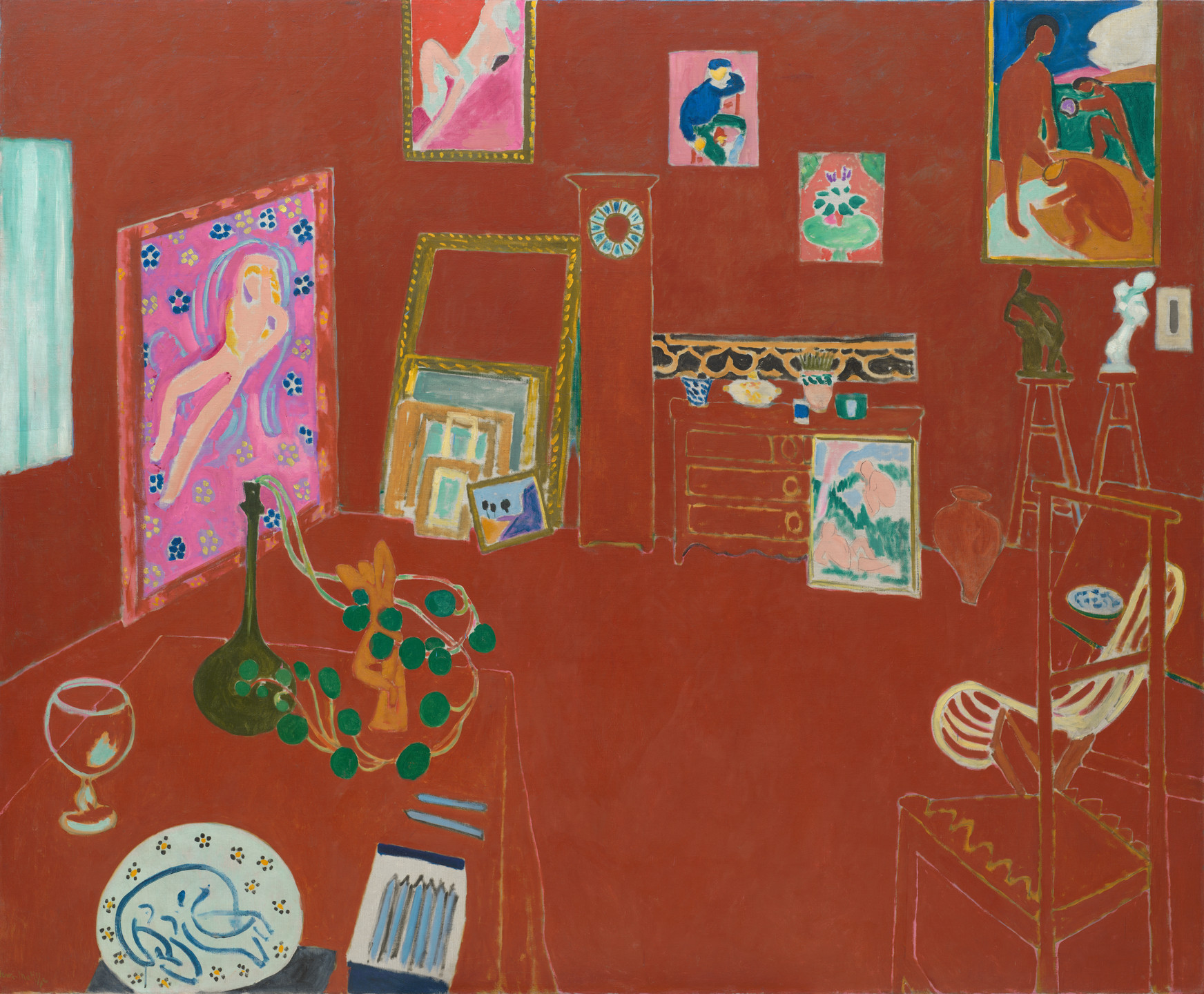
Den röda ateljén (1911), Museum of Modern Art